# Gonzalve de Bourbon (1937-2000)
Pour les articles homonymes, voir Gonzalve de Bourbon.
Titre
Héritier du trône de France
(succession légitimiste)
30 janvier 1989 – 27 mai 2000
(11 ans, 3 mois et 27 jours)
Gonzalve Victor Alphonse Joseph Boniface Antoine Marie Toussaint de Bourbon (5 juin 1937, Rome, Italie - 27 mai 2000, Lausanne, Suisse), qui portait le titre de courtoisie de duc de Bretagne (1950-1972) puis de duc d'Aquitaine, est un membre de la maison de Bourbon, fils du prétendant légitimiste au trône de France, Jacques-Henri de Bourbon -Don Jaime (1908-1975), duc d’Anjou et de Ségovie alias Henri VI, et d'Emmanuelle de Dampierre (1913-2012).

## État civil et nationalité
À sa naissance, Gonzalve de Bourbon est déclaré à l'état civil italien comme « Gonzalo Victor Alfonso Josè Bonifacio Antonio Maria Sante de Borbon-Segovia ». Il fait rectifier son acte de naissance en 1979 (ou 1984 suivant les sources) comme « de Borbon » et non plus de Borbon-Segovia.
Gonzalve de Bourbon possédait depuis sa naissance la double nationalité : française par sa mère (laquelle était née de père français né en France) et espagnole (en espagnol Gonzalo Víctor Alfonso José Bonifacio Antonio María y Todos los Santos de Borbón y Dampierre) par son père. Il fait certifier sa nationalité française par le tribunal d'instance de Montpellier le 14 septembre 1988 (certificat au nom de « Gonzalo Victor Alfonzo José Bonifacio Antonio de Borbon »), puis son acte de naissance est transcrit en 1989 à l'état civil français comme « Gonzalo Victor Alfonso Josè Bonifacio Antonio Maria Sante de Borbon ». L'administration française délivre alors à Gonzalve de Bourbon une carte nationale d’identité et un passeport (en date du 19 mai 1989) au nom de « S.A.R. de Bourbon, Gonzalve Victor ». Il fait franciser le 6 mars 1991 son acte de naissance à l'état civil italien comme « Gonzalve Victor Alphonse Joseph Boniface Antoine Marie Toussaint de Bourbon ».

## Famille
Gonzalve de Bourbon a pour frère aîné Alphonse de Bourbon (1936-1989), duc d’Anjou et duc de Cadix, prétendant légitimiste au trône de France. Par leur père (qui était infant d'Espagne sous la monarchie déchue en 1931), ils sont les petits-fils du roi Alphonse XIII d’Espagne (1886-1941) et les cousins germains du roi Juan Carlos Ier d’Espagne (1938). Aîné des descendants du roi de France Louis XIV, et aussi de son petit-fils le roi d'Espagne Philippe V, Jacques-Henri de Bourbon est prétendant à ces deux trônes. 
Les journaux avaient émis l’hypothèse d’un mariage entre Gonzalve et la princesse Irène de Grèce,. 
En 1983, Gonzalve de Bourbon épouse civilement, à Puerto Vallarta au Mexique, la journaliste María del Carmen Harto Montealegre (né en 1947 à Tolède). Mais le mariage dure seulement 2 mois et n’est même pas inscrit au registre civil espagnol. En 1984, le prince se marie religieusement au mannequin valencien María de las Mercedes Licer García (née en 1963 à Valence) mais l’union se termine par un divorce et une déclaration de nullité religieuse. Enfin, en 1992, il se remarie civilement (puis religieusement en 1995) une dernière fois à la Génoise Emanuela Pratolongo (née en 1960).
De ses trois mariages, Gonzalve de Bourbon n’a eu aucun enfant. Le prince est cependant le père d’une fille légitimée[réf. nécessaire] (dont il a déclaré publiquement l'existence en 1983), née de la torera américaine Sandra Lee Landry (née en 1937) :
- Stephanie Michelle de Borbon (née le 19 juin 1968 à Miami) qui épouse, le 27 juillet 1995, à West Palm Beach, Richard Carl McMasters II (né le 25 mars 1972). Ils ont 5 fils :

1. Nicholas Stefano Alessandro de Borbon McMasters (né le 21 janvier 1994, né avant le mariage de ses parents)
2. Christian Alfonso de Borbon McMasters (né le 5 juin 1995, né avant le mariage de ses parents)
3. Jaime Sebastian McMasters de Borbon (né le 24 octobre 1996)
4. Richard Carl McMasters III (né le 22 mai 1998)
5. Alexander Leandro Joaquin Gonzalo McMasters de Borbon (né le 21 septembre 2004)

## Biographie
Il naît en exil en Italie pendant la guerre civile espagnole. Son parrain est son grand-père le roi Alphonse XIII tandis que sa marraine est sa grand-mère la reine Victoire-Eugénie. Avec son frère aîné Alphonse, il passe une enfance morose, loin de ses parents, dans divers internats suisses. Le 25 août 1948, lors de l'entrevue à bord du yacht Azor entre Franco et les infants Jacques et Jean, il est convenu que les deux fils (dont celui qui deviendra le roi Juan Carlos) de Jean de Bourbon poursuivent leurs études en Espagne, mais Franco refuse qu'il en soit de même pour les deux fils de l'infant Jacques, duc d'Anjou et de Ségovie.
En 1954, Gonzalve et son frère obtiennent cependant l’autorisation du général Franco de s’installer en Espagne pour y poursuivre leurs études.
En 1969, les deux frères reconnaissent officiellement la désignation de leur cousin germain Juan Carlos comme prince d'Espagne et successeur de Franco et font, avec leur cousin l'infant Louis-Alphonse (es), office de témoins lors de la cérémonie du 23 juillet de cette année-là.
Plusieurs années après, en 1972, Alphonse de Bourbon épouse la petite-fille préférée du dictateur, Carmen Martínez-Bordiú. L’union est l’occasion, pour lui et pour Gonzalve, de se rapprocher des cercles du pouvoir franquiste[En quoi ?].  
En 1984, Alphonse de Bourbon est victime d’un accident de voiture qui le blesse grièvement et tue son fils aîné, François. Durement affecté par la tragédie, Gonzalve de Bourbon préside alors les funérailles de son neveu et se rapproche davantage de son frère. Mais, cinq ans plus tard, Alphonse de Bourbon trouve finalement la mort dans un accident de ski, aux États-Unis. Pour les légitimistes, Gonzalve de Bourbon retrouve alors sa position d’héritier présomptif au trône de France, son neveu Louis en étant devenu le principal héritier.
Gonzalve de Bourbon passe les dernières années de sa vie en Italie et en Suisse, où il meurt d’une leucémie, aux côtés de sa mère et de son épouse. Ses restes reposent aux côtés de ceux de son frère et de son neveu, dans le couvent des Déchaussées royales de Madrid.
C'est Juan Carlos qui devient l'héritier présomptif de Louis de Bourbon pour les légitimistes (jusqu'à la naissance en 2010 des fils jumeaux de Louis de Bourbon). Hervé Pinoteau avait envisagé cette hypothèse dès 1991 : « S'il advenait que cette branche [celle issue de Jacques-Henri de Bourbon] s'éteignit (à Dieu ne plaise !), c'est S.A.R. le comte de Barcelone [Jean de Bourbon, mort en 1993] qui deviendrait Roi de droit pour les légitimistes, puis son fils, S.M. le roi d'Espagne [Juan Carlos Ier], puis le fils de ce dernier, S.A.R. le prince des Asturies [Felipe VI] ».

## Titulature et décorations

### En Espagne
En Espagne, les titres réguliers susceptibles d'être portés par Gonzalve de Bourbon lui ont été accordés par le royaume d'Espagne depuis 1987. Les autres prédicats et titres n'ont pas d'existence juridique et sont considérés comme des titres de courtoisie.

#### Titres officiels
- 6 novembre 1987 - 27 mai 2000 : Son Excellence don Gonzalo de Borbón y de Dampierre, grand d'Espagne (comme fils d'un infant d'Espagne, n'ayant pas reçu le titre d'infant de grâce)[15]

Gonzalve de Bourbon n'a jamais fait usage de titulature, accordée par son cousin germain, le roi Juan Carlos, comme fils d'un infant d'Espagne (comme aujourd'hui à Felipe de Marichalar y Borbón, fils de l'infante Elena).

#### Titres de courtoisie
- 5 juin 1937 - 6 septembre 1938 : Son Excellence don Gonzalo de Borbón y de Dampierre, grand d'Espagne (comme fils d'un infant d'Espagne, n'ayant pas reçu le titre d'infant de grâce) ;
- 6 septembre 1938 - 27 mai 2000 : Son Altesse Royale don Gonzalo de Borbón y de Dampierre, infant d'Espagne (comme fils du fils aîné d'un prétendant au trône d'Espagne — jusqu'en 1941 —, puis comme fils d'un prétendant au trône d'Espagne).

Son passeport diplomatique espagnol lui donnait l'altesse royale.

### En France
Les prédicats et titres portés actuellement par les membres de la maison de Bourbon n'ont pas d'existence juridique en France et sont considérés comme des titres de courtoisie. Ils sont attribués par le chef de maison. Fils du prétendant légitimiste au trône de France, Gonzalve de Bourbon porta les titres suivants :
- 5 juin 1937 - 25 novembre 1950 : Son Altesse Royale Gonzalve de Bourbon
- 25 novembre 1950 - 21 septembre 1972 : Son Altesse Royale le duc de Bretagne
- 21 septembre 1972 - 27 mai 2000 : Son Altesse Royale le duc d'Aquitaine

### Décorations officielles
Ordre souverain de Malte
| Chevalier d’honneur et de dévotion de l’ordre de Malte | Chevalier d’honneur et de dévotion de l’ordre souverain de Malte (24 juin 1972) |
|                                                        | Médaille d’or de la Croix-Rouge du Japon                                        |

#### Décorations dynastiques françaises
| Ordre du Saint-Esprit | Chevalier de l'ordre du Saint-Esprit (reçu le 8 mars 1972)                                           |
| Ordre de Saint-Michel | Chevalier de l'ordre de Saint-Michel (de droit le jour de sa réception dans l'ordre du Saint-Esprit) |

#### Décorations dynastiques étrangères
Royaume d'Italie
| Ordre des Saints-Maurice-et-Lazare | Grand-croix de l'ordre des Saints-Maurice-et-Lazare |

## Ascendance
|  |                                                            |  |  |  |  |  |  |  |  |  |  |  |  |  |  |  |
|  | 16. François d'Assise, roi consort d'Espagne               |  |  |  |  |  |  |  |  |  |  |  |  |  |  |  |
|  |                                                            |  |  |  |  |  |  |  |  |  |  |  |  |  |  |  |
|  |                                                            |  |  |  |  |  |  |  |  |  |  |  |  |  |  |  |
|  | 8. Alphonse XII, roi d'Espagne                             |  |  |  |  |  |  |  |  |  |  |  |  |  |  |  |
|  |                                                            |  |  |  |  |  |  |  |  |  |  |  |  |  |  |  |
|  |                                                            |  |  |  |  |  |  |  |  |  |  |  |  |  |  |  |
|  | 17. Isabelle II, reine d'Espagne                           |  |  |  |  |  |  |  |  |  |  |  |  |  |  |  |
|  |                                                            |  |  |  |  |  |  |  |  |  |  |  |  |  |  |  |
|  |                                                            |  |  |  |  |  |  |  |  |  |  |  |  |  |  |  |
|  | 4. Alphonse XIII, roi d'Espagne                            |  |  |  |  |  |  |  |  |  |  |  |  |  |  |  |
|  |                                                            |  |  |  |  |  |  |  |  |  |  |  |  |  |  |  |
|  |                                                            |  |  |  |  |  |  |  |  |  |  |  |  |  |  |  |
|  | 18. Archiduc Charles-Ferdinand d'Autriche                  |  |  |  |  |  |  |  |  |  |  |  |  |  |  |  |
|  |                                                            |  |  |  |  |  |  |  |  |  |  |  |  |  |  |  |
|  |                                                            |  |  |  |  |  |  |  |  |  |  |  |  |  |  |  |
|  | 9. Archiduchesse Marie-Christine d'Autriche                |  |  |  |  |  |  |  |  |  |  |  |  |  |  |  |
|  |                                                            |  |  |  |  |  |  |  |  |  |  |  |  |  |  |  |
|  |                                                            |  |  |  |  |  |  |  |  |  |  |  |  |  |  |  |
|  | 19. Archiduchesse Élisabeth Françoise de Habsbourg         |  |  |  |  |  |  |  |  |  |  |  |  |  |  |  |
|  |                                                            |  |  |  |  |  |  |  |  |  |  |  |  |  |  |  |
|  |                                                            |  |  |  |  |  |  |  |  |  |  |  |  |  |  |  |
|  | 2. Jacques-Henri de Bourbon, duc d'Anjou et de Ségovie     |  |  |  |  |  |  |  |  |  |  |  |  |  |  |  |
|  |                                                            |  |  |  |  |  |  |  |  |  |  |  |  |  |  |  |
|  |                                                            |  |  |  |  |  |  |  |  |  |  |  |  |  |  |  |
|  | 20. Prince Alexandre de Hesse-Darmstadt                    |  |  |  |  |  |  |  |  |  |  |  |  |  |  |  |
|  |                                                            |  |  |  |  |  |  |  |  |  |  |  |  |  |  |  |
|  |                                                            |  |  |  |  |  |  |  |  |  |  |  |  |  |  |  |
|  | 10. Prince Henri de Battenberg                             |  |  |  |  |  |  |  |  |  |  |  |  |  |  |  |
|  |                                                            |  |  |  |  |  |  |  |  |  |  |  |  |  |  |  |
|  |                                                            |  |  |  |  |  |  |  |  |  |  |  |  |  |  |  |
|  | 21. Julie Thérèse de Hauke, princesse de Battenberg        |  |  |  |  |  |  |  |  |  |  |  |  |  |  |  |
|  |                                                            |  |  |  |  |  |  |  |  |  |  |  |  |  |  |  |
|  |                                                            |  |  |  |  |  |  |  |  |  |  |  |  |  |  |  |
|  | 5. Princesse Victoire Eugénie de Battenberg                |  |  |  |  |  |  |  |  |  |  |  |  |  |  |  |
|  |                                                            |  |  |  |  |  |  |  |  |  |  |  |  |  |  |  |
|  |                                                            |  |  |  |  |  |  |  |  |  |  |  |  |  |  |  |
|  | 22. Prince Albert de Saxe-Cobourg-Gotha                    |  |  |  |  |  |  |  |  |  |  |  |  |  |  |  |
|  |                                                            |  |  |  |  |  |  |  |  |  |  |  |  |  |  |  |
|  |                                                            |  |  |  |  |  |  |  |  |  |  |  |  |  |  |  |
|  | 11. Princesse Béatrice du Royaume-Uni                      |  |  |  |  |  |  |  |  |  |  |  |  |  |  |  |
|  |                                                            |  |  |  |  |  |  |  |  |  |  |  |  |  |  |  |
|  |                                                            |  |  |  |  |  |  |  |  |  |  |  |  |  |  |  |
|  | 23. Reine Victoria du Royaume-Uni                          |  |  |  |  |  |  |  |  |  |  |  |  |  |  |  |
|  |                                                            |  |  |  |  |  |  |  |  |  |  |  |  |  |  |  |
|  |                                                            |  |  |  |  |  |  |  |  |  |  |  |  |  |  |  |
|  | 1. Gonzalve de Bourbon, duc d’Aquitaine                    |  |  |  |  |  |  |  |  |  |  |  |  |  |  |  |
|  |                                                            |  |  |  |  |  |  |  |  |  |  |  |  |  |  |  |
|  |                                                            |  |  |  |  |  |  |  |  |  |  |  |  |  |  |  |
|  | 24. Vicomte Henri de Dampierre                             |  |  |  |  |  |  |  |  |  |  |  |  |  |  |  |
|  |                                                            |  |  |  |  |  |  |  |  |  |  |  |  |  |  |  |
|  |                                                            |  |  |  |  |  |  |  |  |  |  |  |  |  |  |  |
|  | 12. Richard de Dampierre, 1er duc de San Lorenzo Nuovo     |  |  |  |  |  |  |  |  |  |  |  |  |  |  |  |
|  |                                                            |  |  |  |  |  |  |  |  |  |  |  |  |  |  |  |
|  |                                                            |  |  |  |  |  |  |  |  |  |  |  |  |  |  |  |
|  | 25. Elizabeth Tayloe Corbin                                |  |  |  |  |  |  |  |  |  |  |  |  |  |  |  |
|  |                                                            |  |  |  |  |  |  |  |  |  |  |  |  |  |  |  |
|  |                                                            |  |  |  |  |  |  |  |  |  |  |  |  |  |  |  |
|  | 6. Roger de Dampierre, 2e duc de San Lorenzo Nuovo         |  |  |  |  |  |  |  |  |  |  |  |  |  |  |  |
|  |                                                            |  |  |  |  |  |  |  |  |  |  |  |  |  |  |  |
|  |                                                            |  |  |  |  |  |  |  |  |  |  |  |  |  |  |  |
|  | 26. Pierre Étienne Carraby                                 |  |  |  |  |  |  |  |  |  |  |  |  |  |  |  |
|  |                                                            |  |  |  |  |  |  |  |  |  |  |  |  |  |  |  |
|  |                                                            |  |  |  |  |  |  |  |  |  |  |  |  |  |  |  |
|  | 13. Jeanne Marie Carraby                                   |  |  |  |  |  |  |  |  |  |  |  |  |  |  |  |
|  |                                                            |  |  |  |  |  |  |  |  |  |  |  |  |  |  |  |
|  |                                                            |  |  |  |  |  |  |  |  |  |  |  |  |  |  |  |
|  | 27. Marie Marguerite Ybry                                  |  |  |  |  |  |  |  |  |  |  |  |  |  |  |  |
|  |                                                            |  |  |  |  |  |  |  |  |  |  |  |  |  |  |  |
|  |                                                            |  |  |  |  |  |  |  |  |  |  |  |  |  |  |  |
|  | 3. Emmanuelle de Dampierre, duchesse d'Anjou et de Ségovie |  |  |  |  |  |  |  |  |  |  |  |  |  |  |  |
|  |                                                            |  |  |  |  |  |  |  |  |  |  |  |  |  |  |  |
|  |                                                            |  |  |  |  |  |  |  |  |  |  |  |  |  |  |  |
|  | 28. Prince Bartolomeo Ruspoli                              |  |  |  |  |  |  |  |  |  |  |  |  |  |  |  |
|  |                                                            |  |  |  |  |  |  |  |  |  |  |  |  |  |  |  |
|  |                                                            |  |  |  |  |  |  |  |  |  |  |  |  |  |  |  |
|  | 14. Emanuele Ruspoli, 1er prince de Poggio Suasa           |  |  |  |  |  |  |  |  |  |  |  |  |  |  |  |
|  |                                                            |  |  |  |  |  |  |  |  |  |  |  |  |  |  |  |
|  |                                                            |  |  |  |  |  |  |  |  |  |  |  |  |  |  |  |
|  | 29. Carolina Ratti                                         |  |  |  |  |  |  |  |  |  |  |  |  |  |  |  |
|  |                                                            |  |  |  |  |  |  |  |  |  |  |  |  |  |  |  |
|  |                                                            |  |  |  |  |  |  |  |  |  |  |  |  |  |  |  |
|  | 7. Princesse Vittoria Ruspoli de Poggio Suasa              |  |  |  |  |  |  |  |  |  |  |  |  |  |  |  |
|  |                                                            |  |  |  |  |  |  |  |  |  |  |  |  |  |  |  |
|  |                                                            |  |  |  |  |  |  |  |  |  |  |  |  |  |  |  |
|  | 30. Joseph David Beers-Curtis                              |  |  |  |  |  |  |  |  |  |  |  |  |  |  |  |
|  |                                                            |  |  |  |  |  |  |  |  |  |  |  |  |  |  |  |
|  |                                                            |  |  |  |  |  |  |  |  |  |  |  |  |  |  |  |
|  | 15. Josephine Mary Beers-Curtis                            |  |  |  |  |  |  |  |  |  |  |  |  |  |  |  |
|  |                                                            |  |  |  |  |  |  |  |  |  |  |  |  |  |  |  |
|  |                                                            |  |  |  |  |  |  |  |  |  |  |  |  |  |  |  |
|  | 31. Elizabeth Shipton-Giles                                |  |  |  |  |  |  |  |  |  |  |  |  |  |  |  |
|  |                                                            |  |  |  |  |  |  |  |  |  |  |  |  |  |  |  |
|  |                                                            |  |  |  |  |  |  |  |  |  |  |  |  |  |  |  |

### Œuvres
- (fr) Préfacier de : Clotilde Chapelle (préf. Gonzalve de Bourbon, ill. Caroline Richard), L'Arbre aux Chouans : roman historique, Saint-Malo, C.D. éditions, 1993, 193 p. (ISBN 2-9501049-2-4).

### Autres sources
- (es) Carmen Harto, Mi vida con Gonzalo de Borbón, Temas de hoy, Madrid, 2007.  (ISBN 8484606252).
- (es) Emanuela de Dampierre et Begoña Aranguren, Memorias. Emanuela de Dampierre - Esposa y madre de los Borbones que pudieron reinar en España, La Esfera de los Libros, coll. « Biografías y Memorias », Madrid, 2003.  (ISBN 8497341414).
- (es) Juan Balansó, La Familia Real y la familia irreal, Barcelone, Editorial Planeta, coll. « espejo de españa / Biografías y memorias » (no 149), 1992, 255 p. (ISBN 84-320-7549-3).
- (fr) Le Royaume d’Espagne, préface de Juan Balansó (es), volume III, collection  « Les Manuscrits du CEDRE », (dictionnaire historique et généalogique), Cercle d’études des dynasties royales européennes, 213 pages, achevé d’imprimer en octobre 1996,  (ISSN 0993-3964), notice « Gonzalo de Borbon-Segovia y de Dampierre », pages 164-165.